# Dona Onete
Dona Onete, de son vrai nom Ionete da Silveira Gama, est une chanteuse, compositrice et poétesse brésilienne. On l'a qualifiée de « diva du carimbo flamboyant » (diva do carimbó chamegado).
Née en 1939 à Cachoeira do Arari dans l'intérieur de l'État du Pará, elle a passé son enfance et habité à Belém, puis à Igarapé-Miri. Elle a été secrétaire d'État à la culture et professeure d'histoire et d'études paraenses. Elle a fondé et organisé des groupes de danses folkloriques et des associations carnavalesques. Vincent Moon lui a consacré un court métrage documentaire en 2011.

## Discographie
- Feitiço Caboclo (2012)[3]
- Banzeiro (2016)[4]